# Lauren Scruggs
Lauren Scruggs (Queens, 27 gennaio 2003) è una schermitrice statunitense, specialista del fioretto.

## Carriera
Il 28 luglio 2024 ha vinto l'argento olimpico individuale battendo ai quarti l'italiana Arianna Errigo ed in semifinale la canadese Eleanor Harvey, arrendendosi in finale alla connazionale e campionessa olimpica uscente Lee Kiefer. Il 1º agosto, invece, sale sul gradino più alto del podio nella prova a squadre.

## Palmarès
- Giochi olimpici

Parigi 2024: oro nel fioretto a squadre, argento nel fioretto individuale.
- Mondiali

Tbilisi 2025: oro nel fioretto a squadre.
- Campionati panamericani di scherma:

Lima 2024: oro nel fioretto a scquadre e bronzo nel fioretto individuale,
Rio De Janeiro 2025: oro nel fioretto a scquadre e bronzo nel fioretto individuale